# Luis Muriel
Luis Fernando Muriel Fruto (Santo Tomás, Atlántico, Colombia, 16 de abril de 1991) es un futbolista colombiano. Se desempeña como delantero y actualmente juega en el Orlando City de la Major League Soccer.
En 2013 recibió el premio al jugador revelación de la Serie A junto a Stephan El Shaarawy. Es internacional para la selección de Colombia.

## Estilo de juego
En su juventud, Muriel a menudo fue elogiado en los medios por sus precoces actuaciones durante sus primeros años en Italia, lo que le llevó a ganar el premio Revelación Joven del Año de la Serie A en 2012. Varios personajes del fútbol en Italia, como el entrenador Massimiliano Allegri, han reconocido a Muriel por su velocidad y técnica con el balón, así como el potencial que ya demostró siendo un joven; su excompañero de equipo en Udinese, Antonio Di Natale, incluso lo comparó con Alexis Sánchez en 2013. Aunque Muriel suele ser desplegado como centrodelantero, es un delantero versátil, capaz de jugar en varias posiciones ofensivas; de hecho, durante la temporada 2012-13, bajo la dirección de su exentrenador de Udinese, Francesco Guidolin, también demostró sus capacidades creativas en un papel más retrasado, central, detrás de otro delantero, que a menudo lo vio operar como un segundo delantero o mediocampista ofensivo. También es capaz de jugar como extremo. Un delantero rápido, talentoso, creativo, habilidoso con ambos pies y técnicamente dotado, con buenas habilidades de regate, velocidad, agilidad, aceleración, movimientos y olfato de gol, el estilo de juego, la complexión física y la apariencia de Muriel lo han llevado a ser comparado con el exdelantero brasileño Ronaldo. Muriel ha afirmado que esta comparación probablemente se debe a que, cuando era joven, admiraba a Ronaldo durante el tiempo en que jugaba en el Inter de Milán. Muriel también mencionó que apoyaba al Inter de Milán porque Ronaldo estaba jugando para ellos en ese momento, y que inicialmente era fanático del Milan. Curiosamente, Muriel también afirmó que, al igual que su ídolo de la infancia, también tiene problemas de peso y tuvo que perder cinco kg en un momento durante la temporada 2012-13. Esto significaba que debía ser constante con su régimen de entrenamiento, lo que le permitió alcanzar un nivel de capacidad atlética similar al de Ronaldo.

## Trayectoria

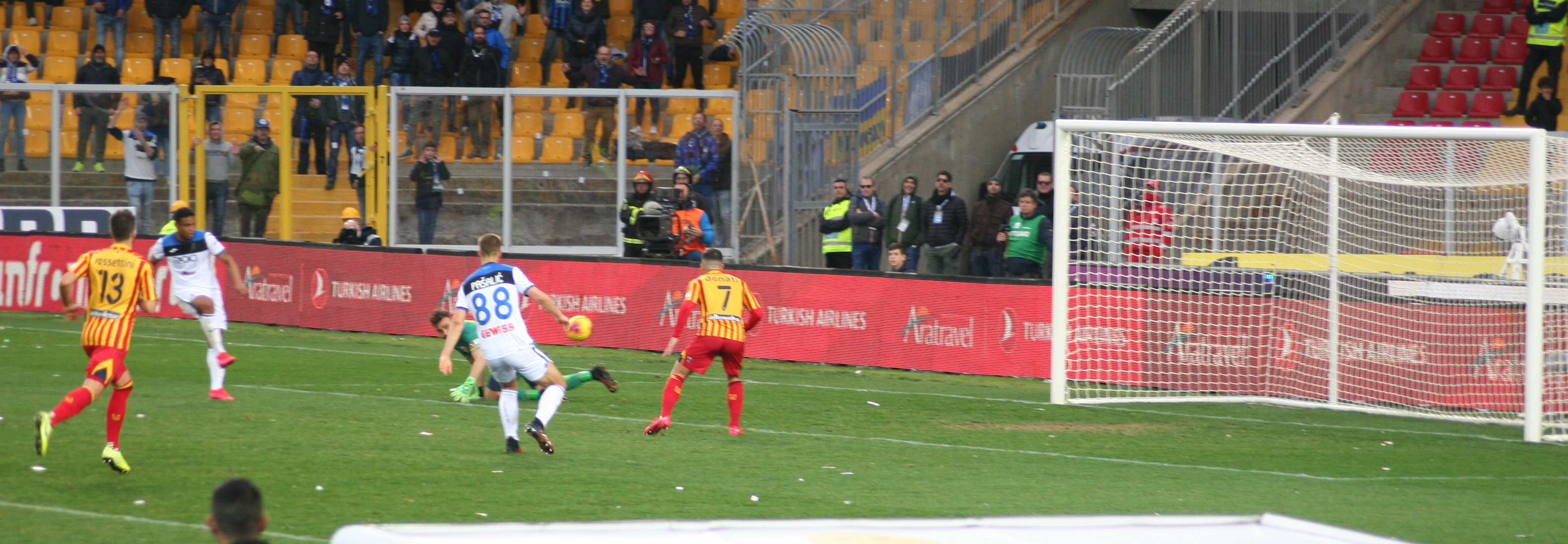
Gol de Muriel en el Atlanta-Lecce

### Deportivo Cali
El 6 de marzo de 2010 en su tercer partido como profesional se destacó al marcar un hat-trick al Once Caldas en un partido por la octava fecha del Torneo Apertura colombiano. Posteriormente marcaría un gol contra el América de Cali en el empate de su equipo, y también marcaría el último gol verde en la victoria 3-0 sobre Boyacá Chicó. Todo esto sucedió en fechas consecutivas, por lo que en sus primeros cuatro partidos había marcado seis goles.

Vuelve a marcar el 11 de abril en la victoria 2 a 1 como visitantes contra el América de Cali. Cuatro días después marca doblete en el 5-3 de su equipo sobre Cortuluá.

### Udinese Calcio
A mediados del año se dio a conocer por su gran actuación en la Copa Mundial de Fútbol Sub-20 de 2011 con su selección, logró su fichaje por el club Udinese Calcio de Italia, que pagó 1,9 millones de dólares por el 70% del valor de los derechos deportivos del atacante de 19 años de edad y el Deportivo Cali conservó el 30%.

### Granada C. F.
Sin embargo, Muriel no jugó en Italia porque el 12 de julio se confirmó su cesión a préstamo por un año al Granada de la Segunda División de España.

### U. S. Lecce
En el 2011 el jugador fue nuevamente cedido al Lecce. Curiosamente, el día de su debut salió expulsado a mediados del segundo tiempo.
El 3 de diciembre de 2011, en un partido de la liga italiana contra el Napoli, Muriel marcó un gol luego de recibir un pase a profundidad. En ese mismo partido, Muriel sorprendió a todos al hacer una jugada donde dejó en el camino a tres rivales para luego colocar el pase, aunque no fue gol mostró su habilidad para el regate. En un partido contra el Inter de Milán, Muriel marcó su segundo gol con el Lecce marcando el 1-0, no obstante su equipo perdió 4-1. El 18 de febrero de 2012 marcó su tercer gol con el Lecce, solo que en esta ocasión su equipo ganó 4 a 1 y no perdió como en ocasiones anteriores. Además en el partido Muriel provocó un penal que David Di Michele anotó siendo él la figura del partido más allá que Di Michele hiciera dos goles, el otro gol fue anotado por su compatriota Juan Guillermo Cuadrado.
Pese a ser figura del Lecce en la temporada, y ser titular indiscutido, José Néstor Pékerman no lo llama en su primera convocatoria en el banco de la selección Colombia para un partido amistoso ante México disputado en febrero de 2012, aunque algunos analistas afirman que podría ser convocado a la selección mayor en próximas oportunidades.

### Udinese Calcio
El 26 de febrero, en la victoria del Lecce frente al Cagliari Calcio, donde juega su compatriota Víctor Ibarbo, anota su cuarto gol de la temporada, el primer gol en el partido a los 44 minutos del primer tiempo.
El 4 de marzo anota su quinto gol de la temporada en el empate 2 a 2 frente al Genoa, su gol fue el 1 a 1 parcial de dicho partido.
Frente a la Roma marca un doblete y convierte su séptimo gol de la temporada, en la victoria 4 a 2 de su equipo. Durante la pretemporada 2012/13 del Udinese, anota 4 goles en la victoria 10 a 0 del Udinese sobre Arta Cedarchis (equipo amateur mixto de las provincias de Arta y Cedarchis).
Por la fecha 17 de la serie a 2012/13 vuelve a jugar con el Udinese, luego de haber sufrido un luxación en la zona derecha de su cadera, ingresando desde el banco en reemplazo de Emmanuel Badu. Anota su primer gol con el Udinese en el empate 1 a 1 frente al Atalanta en la fecha 18.
El 27/01/13 Muriel es premiado como jugador revelación de la serie A junto con Stephan El Shaarawy. Termina la temporada con 11 goles anotados en 22 partidos disputados, a pesar de la lesión sufrida a comienzos de liga. Anota sus primeros dos goles en la temporada en la tercera ronda pre-clasificatoria de la UEFA Europa League 2013/14 en la victoria 1 a 3 del Udinese frente al Briej. Para esta temporada, "el fenómeno" Muriel aparece con el dorsal número 9 en el Udinese, en honor a su ídolo Ronaldo.

### U. C. Sampdoria
A pesar de que hace unos días su desembarco en la U. C. Sampdoria se había paralizado, tal y como informaba, finalmente Luis Muriel acaba fichando por esta escuadra italiana. El atacante colombiano de 23 años cambia de este modo de escuadra en Italia, de manera que tratará de tener más protagonismo en su nuevo equipo.
El 26 de abril marca su gol 26 en la Serie A en la derrota 4 - 2 de su equipo frente al Napoli con lo que alcanzó a Faustino Asprilla como el colombiano de más goles en Italia.

El 23 de agosto por la primera fecha de la Serie A 2015/16 marca doblete en la goleada 5 a 2 sobre Carpi empezando como goleador del torneo y ahora si siendo único goleador colombiano en la Serie A con 30 goles.
El 14 de agosto de 2016 empieza la temporada 2016/17 con doblete en la victoria 3 a 0 sobre Bassano Virtus por la Copa Italia. El 22 de octubre marca gol y da la asistencia para el autogol del triunfo 2-1 en el derby frente al Genoa siendo elegido la figura del partido. Marcaría su primer doblete en Liga el 20 de noviembre dándole la victoria al último minuto 3 a 2 sobre el Sassuolo. El 29 de enero marca el gol de la victoria 3 a 2 sobre el Roma de tiro libre además de hacer las dos asistencias de su club siendo la gran figura del partido. Para el 5 de febrero le da la victoria a su club por la mínima contra el Milan como visitantes marcando desde el punto penal. El 11 de marzo marca el gol de la victoria en el Derbi de Génova ante el Genoa.

### Sevilla F. C.

#### Temporada 2017-18
El 8 de julio de 2017 es confirmado por el Sevilla F. C. por cinco temporadas pagando 20 millones de euros, ascendiendo su cláusula a 50 millones. Debuta oficialmente el 19 de agosto con empate a uno frente al Espanyol por la primera fecha de la Liga. Su debut en Champions League sería el 13 de septiembre ingresando en el segundo tiempo con empate a dos frente a Liverpool en Anfield donde pondría la asistencia del empate final a Joaquín Correa. Su primer gol lo marcó el 17 de septiembre dándole la victoria a su club por la mínima en visita al Girona Futbol Club saliendo como figura del partido, el 30 de septiembre el internacional convirtió otro tanto a los 70 minutos sentenciando la victoria 2 a 0 contra el Málaga.

#### Temporada 2018-19
La siguiente temporada, en su primer partido, debutó con gol en la victoria 3 por 1 como visitantes sobre el Újpest F. C. en la segunda fase clasificatoria de la UEFA Europa League. Volvió y marcó el 20 de octubre poniendo el 4-2 final contra el F. C. Barcelona en el Camp Nou, marcando un golazo de media distancia. A los cinco días marcó de nuevo gol en la goleada 6 por 0 sobre el Akhisar Belediyespor. El 8 de noviembre salió como la figura del partido en la victoria 3 a 2 como visitantes en Turquía contra el Akhisar Belediyespor donde marcó gol y dio una asistencia.

### ACF Fiorentina
El 1 de enero de 2019, el Sevilla F. C. hizo oficial la cesión del jugador a la ACF Fiorentina hasta final de temporada. El 20 de enero en su debut en Liga marcó un doblete en el empate a tres goles frente a su exequipo la U. C. Sampdoria siendo como la figura del partido con dos golazos, el 27 de enero marca en la victoria 4-3 contra el Chievo Verona, el 24 de febrero vuelve y marca en el empate a tres goles contra Inter de Milán, el 10 de marzo marcó el gol del empate final a un gol contra la S. S. Lazio. El 25 de abril marca por la Copa Italia en la derrota 2-1 contra el Atalanta quedando eliminados en semifinales donde marcaria en el partido de ida y vuelta.

### Atalanta B. C.

#### Temporada 2019-20
Tras su cesión a la ACF Fiorentina por parte del Sevilla F. C., el 21 de junio de 2019 se oficializó su fichaje por el Atalanta B. C. por una cantidad cercana a los 20 millones de euros. Debuta el 25 de agosto oficialmente por la primera fecha de la Liga marcando doblete y dándole la victoria a su club 3 a 2 como visitantes ante el SPAL unos minutos después de haber ingresado y siendo la figura del partido. El 19 de octubre vuelve a marcar doblete en el empate a tres goles en su visita a la S. S. Lazio siendo una de las figuras nuevamente. El 27 de octubre marca su primer hat-trcik de la temporada en la goleada 7 por 1 sobre Udinese Calcio siendo la gran figura del partido. El 26 de noviembre marca su primer gol en la Champions League en la victoria 2 por 0 sobre Dinamo Zagreb.

El 25 de enero marca sus primeros dos goles del año en la goleada 7 por 0 como visitantes ante el Torino F. C. El 28 de junio de 2020 marca nuevamente un doblete en la victoria 3 por 2 como visitantes ante el Udinese Calcio siendo la gran figura del partido. El 5 de julio marca su gol número 100 como profesional de tiro penal el gol de la victoria por la mínima en su visita al Cagliari Calcio. El 8 de julio marca el 2-0 final en la victoria frente a su ex equipo la U. C. Sampdoria después de ingresar desde el banco. El 21 de julio marca el gol de la victoria por la mínima sobre el Bologna F. C. luego de ingresar a mitad de tiempo, en este partido rompería el récord de ser el jugador que más goles ha marcado ingresando desde el banco en la liga italiana con 11 goles. Termina su mejor temporada en toda su carrera el 12 de agosto en la eliminación por lo cuartos de final de la Champions League 2019-20 al caer eliminados 2-1 frente al Paris Saint-Germain, termina como goleador del equipo con 19 tantos en la temporada siendo su temporada más goleadora de su carrera.

#### Temporada 2020-21
Debuta el 26 agosto como titular y anotando uno de los goles en la goleada 4 por 2 en su visita al Torino F. C. además de dar una asistencia. En su debut en la Champions League marca un gol en la goleada 4 por 0 como visitantes ante el F. C. Midtjylland. El 26 de septiembre marca su primer gol en la Liga en la victoria 4 por 2 en su visita a Torino F. C., marca su primer doblete de la temporada el 31 de octubre en la victoria 2 a 1 como visitantes sobre el F. C. Crotone. El 9 de diciembre ingresa al minuto 79 por su compatriota Duván Zapata y a los 85 minutos marca el gol de la victoria por la mínima como visitantes ante el Ajax de Ámsterdam sellando su clasificación a los octavos de final de la Champions League. El 14 de febrero entra en el segundo tiempo y al minuto 90 marca un golazo para la victoria por la mínima en su visita al Torino F. C. El 16 de marzo marca un golazo de tiro libre en la derrota 3-1 frente al Real Madrid como visitantes quedando eliminados en octavos de final de la Champions League marcando por primera vez en una temporada veinte goles.
El 3 de abril marca nuevamente doblete en la victoria 3 a 2 sobre su ex equipo el Udinese Calcio. El 9 de mayo ingresa en el según tiempo y marca nuevamente dos goles para la victoria final 5 por 2 en su visita al Parma además de dar una asistencia.

## Selección nacional

### Categorías inferiores

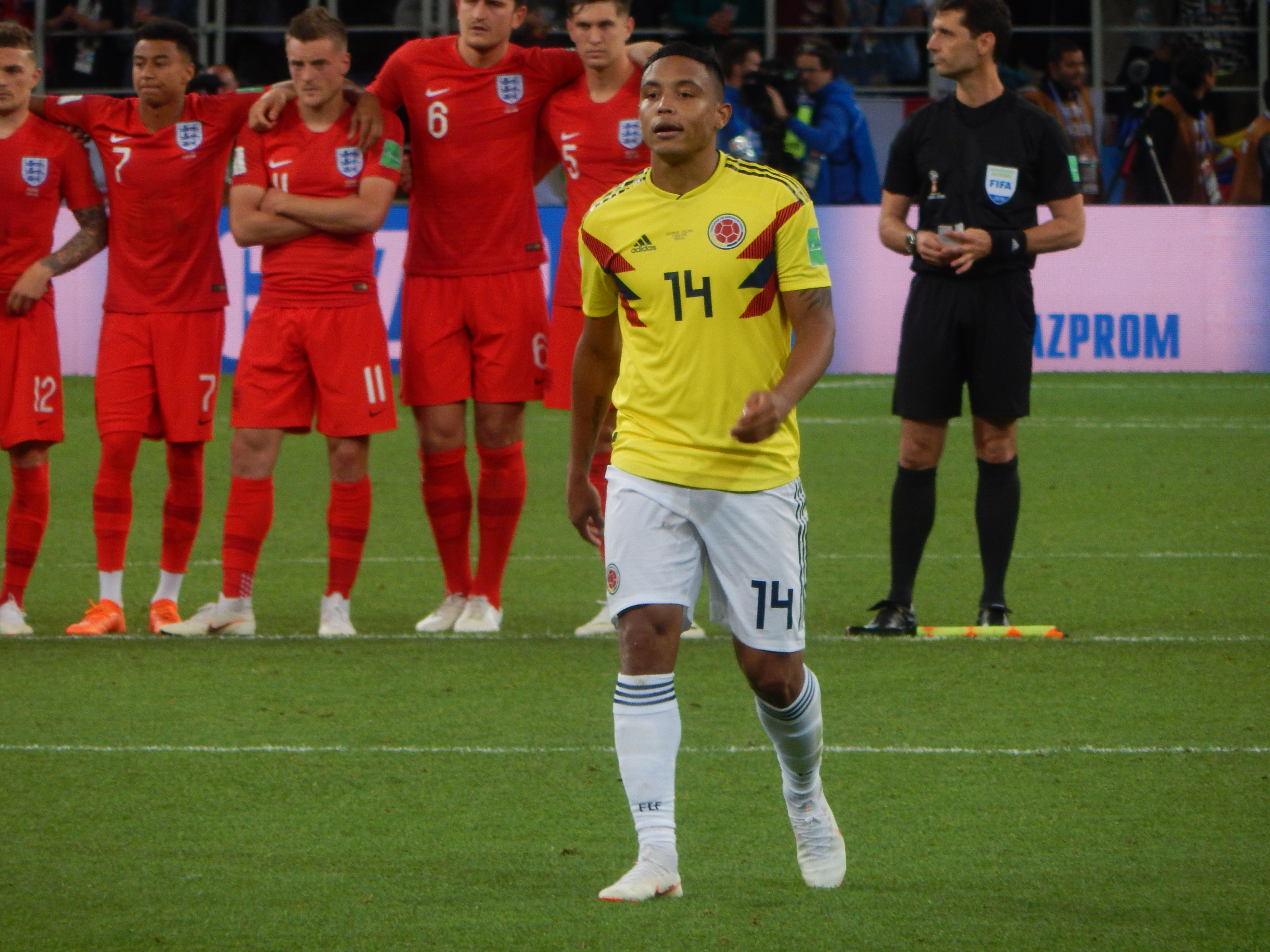
Muriel al cobrar el penal en octavos de Rusia 2018.

Ha sido convocado a la selección sub-20 de Colombia con la cual ganó el Torneo Esperanzas de Toulon de 2011 donde convirtió un gol.
Muriel disputó con su selección la Copa Mundial de Fútbol Sub-20 de 2011 realizada en Colombia donde quedaron eliminados perdiendo en cuartos de final 3-1 frente a la selección de México. Cabe destacar que actualmente es el máximo goleador de la selección en un Mundial Sub-20 con 4 goles.

#### Participaciones en Copas del Mundo Juveniles
| Mundial                  | Sede     | Resultado        | PJ | GA | Asis |
| ------------------------ | -------- | ---------------- | -- | -- | ---- |
| Copa Mundial Sub-20 2011 | Colombia | Cuartos de final | 5  | 4  | 0    |

### Selección absoluta
Su debut en la selección absoluta se produjo frente a Ecuador en la derrota 1-0 en Quito el 10 de junio de 2012. Su primer gol con la selección fue en amistoso frente a Guatemala el 6 de febrero de 2013, poniendo el 4 a 1 definitivo. Fue seleccionado en la nómina definitiva de 23 jugadores para disputar la Copa América 2015 el 30 de mayo. En las Eliminatorias a Rusia 2018 ha tenido satisfactorias presentaciones en encuentros como contra Chile, Brasil y Venezuela jugando mayormente apegado a las bandas, sin convertir goles. El 23 de marzo de 2018 anotó en la victoria 2-3 en amistoso ante Francia.
El 14 de mayo de 2018 fue incluido por el entrenador José Pekerman en la lista preliminar de 35 jugadores para disputar el Mundial de Rusia 2018. El 28 de junio debuta en la Copa del Mundo ingresando en el primer tiempo por James Rodríguez en la victoria por la mínima frente a Senegal sellando su clasificación a octavos de final. Al final caen eliminados en octavos de final por penales 3-4 frente a Inglaterra, Muriel convertiría su penal además de tener una buena actuación en el partido.
El 30 de mayo de 2019, quedó seleccionado en la lista final de 23 jugadores que disputarían la Copa América 2019 en Brasil. Debutaría en el primer partido con victoria 2-0 sobre Argentina donde sale lesionado a los doce minutos, confirmándose al día siguiente que estaría dos meses por fuera de las canchas perdiéndose el resto de la Copa por lesión del ligamento colateral medial de la rodilla izquierda.
Su primer doblete con la selección lo hace el 6 de septiembre de 2019, en el empate de Colombia 2-2 frente a Brasil siendo la figura del partido, marcando uno de tiro penal. El 9 de octubre de 2020 marcó su segundo doblete y el primero oficial en la goleada 3-0 sobre Venezuela en el primer encuentro de las Eliminatorias a Catar 2022. El 8 de junio de 2021 anotó en el empate de Colombia 2-2 con Argentina por las Eliminatorias a Catar 2022.

#### Participaciones enEliminatorias al Mundial
| Eliminatoria                         | Sede del Mundial       | Posición               | Resultado   | PJ | GA | Asis |
| ------------------------------------ | ---------------------- | ---------------------- | ----------- | -- | -- | ---- |
| Eliminatorias Mundial de Brasil 2014 | Brasil                 | 2°lugar 30pts          | Clasificado | 2  | 0  | 0    |
| Eliminatorias Mundial de Rusia 2018  | Rusia                  | 4°lugar 27pts          | Clasificado | 10 | 0  | 2    |
| Eliminatorias Mundial de Catar 2022  | Catar                  | 6°lugar 23pts          | Eliminado   | 9  | 3  | 0    |
| Total en Eliminatorias               | Total en Eliminatorias | Total en Eliminatorias | 2/3         | 21 | 3  | 2    |

#### Participaciones enCopas del Mundo
| Mundial               | Sede  | Resultado        | PJ | GA | Asis |
| --------------------- | ----- | ---------------- | -- | -- | ---- |
| Mundial de Rusia 2018 | Rusia | Octavos de final | 2  | 0  | 0    |

#### Participaciones enCopas América
| Torneo                 | Sede                   | Resultado              | PJ | GA | Asis |
| ---------------------- | ---------------------- | ---------------------- | -- | -- | ---- |
| Copa América 2015      | Chile                  | Cuartos de final       | 1  | 0  | 0    |
| Copa América 2019      | Brasil                 | Cuartos de final       | 1  | 0  | 0    |
| Copa América 2021      | Brasil                 | Tercer lugar           | 4  | 0  | 1    |
| Total en Copas América | Total en Copas América | Total en Copas América | 6  | 0  | 1    |

#### Goles internacionales
| # | Fecha                   | Lugar                                         | Rival     | Gol   | Resultado | Competición                         |
| - | ----------------------- | --------------------------------------------- | --------- | ----- | --------- | ----------------------------------- |
| 1 | 6 de febrero de 2013    | Sun Life Stadium, Miami, EEUU                 | Guatemala | 4 - 1 | 4 - 1     | Amistoso                            |
| 2 | 23 de marzo de 2018     | Estadio de Francia, Saint-Denis, Francia      | Francia   | 2 - 1 | 2 - 3     | Amistoso                            |
| 3 | 3 de junio de 2019      | Estadio El Campín, Bogotá, Colombia           | Panamá    | 2 - 0 | 3 - 0     | Amistoso                            |
| 4 | 6 de septiembre de 2019 | Hard Rock Stadium, Miami, EEUU                | Brasil    | 1 - 1 | 2 - 2     | Amistoso                            |
| 5 | 6 de septiembre de 2019 | Hard Rock Stadium, Miami, EEUU                | Brasil    | 2 - 1 | 2 - 2     | Amistoso                            |
| 6 | 9 de octubre de 2020    | Estadio Metropolitano, Barranquilla, Colombia | Venezuela | 2 - 0 | 3 - 0     | Eliminatorias Mundial de Catar 2022 |
| 7 | 9 de octubre de 2020    | Estadio Metropolitano, Barranquilla, Colombia | Venezuela | 3 - 0 | 3 - 0     | Eliminatorias Mundial de Catar 2022 |
| 8 | 8 de junio de 2021      | Estadio Metropolitano, Barranquilla, Colombia | Argentina | 1 - 2 | 2 - 2     | Eliminatorias Mundial de Catar 2022 |

## Estadísticas

### Clubes
Actualizado al último partido disputado el 10 de agosto de 2025.
| Club                        | Div.          | Temporada     | Liga  | Liga  | Liga   | Copas nacionales | Copas nacionales | Copas nacionales | Copas internacionales | Copas internacionales | Copas internacionales | Total | Total | Total  |
| Club                        | Div.          | Temporada     | Part. | Goles | Asist. | Part.            | Goles            | Asist.           | Part.                 | Goles                 | Asist.                | Part. | Goles | Asist. |
| --------------------------- | ------------- | ------------- | ----- | ----- | ------ | ---------------- | ---------------- | ---------------- | --------------------- | --------------------- | --------------------- | ----- | ----- | ------ |
| Deportivo Cali · Colombia   | 1.ª           | 2009          | 1     | 0     | 0      | 2                | 2                | 0                | —                     | —                     | —                     | 3     | 2     | 0      |
| Deportivo Cali · Colombia   | 1.ª           | 2010          | 10    | 9     | 5      | —                | —                | —                | —                     | —                     | —                     | 10    | 9     | 5      |
| Deportivo Cali · Colombia   | Total club    | Total club    | 11    | 9     | 5      | 2                | 2                | 0                | 0                     | 0                     | 0                     | 13    | 11    | 5      |
| Granada C. F. · España      | 2.ª           | 2010-11       | 7     | 0     | 0      | 2                | 0                | 0                | —                     | —                     | —                     | 9     | 0     | 0      |
| Granada C. F. · España      | Total club    | Total club    | 7     | 0     | 0      | 2                | 0                | 0                | 0                     | 0                     | 0                     | 9     | 0     | 0      |
| U. S. Lecce · Italia        | 1.ª           | 2011-12       | 29    | 7     | 8      | —                | —                | —                | —                     | —                     | —                     | 29    | 7     | 8      |
| U. S. Lecce · Italia        | Total club    | Total club    | 29    | 7     | 8      | 0                | 0                | 0                | 0                     | 0                     | 0                     | 29    | 7     | 8      |
| Udinese Calcio · Italia     | 1.ª           | 2012-13       | 22    | 11    | 3      | 1                | 0                | 0                | —                     | —                     | —                     | 23    | 11    | 3      |
| Udinese Calcio · Italia     | 1.ª           | 2013-14       | 24    | 4     | 1      | 3                | 2                | 0                | 4                     | 2                     | 2                     | 31    | 8     | 3      |
| Udinese Calcio · Italia     | 1.ª           | 2014-15       | 11    | 0     | 1      | —                | —                | —                | —                     | —                     | —                     | 11    | 0     | 1      |
| Udinese Calcio · Italia     | Total club    | Total club    | 57    | 15    | 5      | 4                | 2                | 0                | 4                     | 2                     | 2                     | 65    | 19    | 7      |
| U. C. Sampdoria · Italia    | 1.ª           | 2014-15       | 16    | 4     | 4      | —                | —                | —                | —                     | —                     | —                     | 16    | 4     | 4      |
| U. C. Sampdoria · Italia    | 1.ª           | 2015-16       | 32    | 6     | 5      | 1                | 0                | 0                | 2                     | 1                     | 0                     | 35    | 7     | 5      |
| U. C. Sampdoria · Italia    | 1.ª           | 2016-17       | 31    | 11    | 5      | 2                | 2                | 0                | —                     | —                     | —                     | 33    | 13    | 5      |
| U. C. Sampdoria · Italia    | Total club    | Total club    | 79    | 21    | 14     | 3                | 2                | 0                | 2                     | 1                     | 0                     | 84    | 24    | 14     |
| Sevilla F. C. · España      | 1.ª           | 2017-18       | 29    | 7     | 1      | 9                | 2                | 1                | 8                     | 0                     | 1                     | 46    | 9     | 3      |
| Sevilla F. C. · España      | 1.ª           | 2018-19       | 6     | 1     | 1      | 3                | 0                | 1                | 10                    | 3                     | 2                     | 19    | 4     | 4      |
| Sevilla F. C. · España      | Total club    | Total club    | 35    | 8     | 2      | 12               | 2                | 2                | 18                    | 3                     | 3                     | 65    | 13    | 7      |
| ACF Fiorentina · Italia     | 1.ª           | 2018-19       | 19    | 6     | 0      | 4                | 3                | 2                | —                     | —                     | —                     | 23    | 9     | 2      |
| ACF Fiorentina · Italia     | Total club    | Total club    | 19    | 6     | 0      | 4                | 3                | 2                | 0                     | 0                     | 0                     | 23    | 9     | 2      |
| Atalanta B. C. · Italia     | 1ª            | 2019-20       | 34    | 18    | 1      | 1                | 0                | 0                | 6                     | 1                     | 0                     | 41    | 19    | 1      |
| Atalanta B. C. · Italia     | 1ª            | 2020-21       | 36    | 22    | 9      | 5                | 1                | 2                | 7                     | 3                     | 0                     | 48    | 26    | 11     |
| Atalanta B. C. · Italia     | 1ª            | 2021-22       | 27    | 9     | 8      | 2                | 1                | 0                | 10                    | 4                     | 1                     | 39    | 14    | 9      |
| Atalanta B. C. · Italia     | 1ª            | 2022-23       | 29    | 3     | 3      | 2                | 0                | 1                | —                     | —                     | —                     | 31    | 3     | 4      |
| Atalanta B. C. · Italia     | 1ª            | 2023-24       | 17    | 2     | 1      | 2                | 0                | 0                | 5                     | 4                     | 0                     | 24    | 6     | 1      |
| Atalanta B. C. · Italia     | Total club    | Total club    | 143   | 54    | 22     | 12               | 2                | 3                | 28                    | 12                    | 1                     | 183   | 68    | 26     |
| Orlando City Estados Unidos | 1.ª           | 2024          | 38    | 5     | 5      | —                | —                | —                | 5                     | 0                     | 1                     | 43    | 5     | 6      |
| Orlando City Estados Unidos | 1.ª           | 2025          | 26    | 8     | 4      | 1                | 0                | 0                | 3                     | 3                     | 0                     | 30    | 11    | 4      |
| Orlando City Estados Unidos | Total club    | Total club    | 64    | 13    | 9      | 1                | 0                | 0                | 8                     | 3                     | 1                     | 73    | 16    | 10     |
| Total carrera               | Total carrera | Total carrera | 445   | 133   | 65     | 40               | 13               | 7                | 61                    | 21                    | 7                     | 546   | 167   | 79     |
| 1. 2. 3.                    |               |               |       |       |        |                  |                  |                  |                       |                       |                       |       |       |        |

### Hat-tricks
| 1 | 3 de marzo de 2010    | Estadio Palogrande, Manizales    | Once Caldas - Deportivo Cali |  | 0 - 3 | Torneo Apertura 2010 |
| 2 | 27 de octubre de 2019 | Atleti Azzurri d'Italia, Bergamo | Atalanta - Udinese           |  | 7 - 1 | Serie A 2019-20      |
| 3 | 6 de agosto de 2025   | Inter&Co Stadium, Orlando        | Orlando City S. C. - Necaxa  |  | 5 - 1 | Leagues Cup 2025     |

## Palmarés

### Campeonatos internacionales
| Título                 | Equipo         | Sede   | Año     |
| ---------------------- | -------------- | ------ | ------- |
| Liga Europa de la UEFA | Atalanta B. C. | Dublín | 2023-24 |

### Distinciones individuales
| Distinción                             | Año  |
| -------------------------------------- | ---- |
| Mejor Futbolista Joven de Italia       | 2012 |
| Medalla Puerto de Oro                  | 2013 |
| Premio Azimut "Estrellas del Deporte"  | 2017 |
| Jugador del mes de abril en la Serie A | 2021 |
| Incluido en el Equipo Ideal del Calcio | 2021 |